# الحروب الغالية
كانت الحروب الغاليّة سلسلة من الحملات العسكرية التي شنها يوليوس قيصر القائد الروماني ضد العديد من القبائل الغالية، ومصطلح «الغاليّة» باللغة اللاتينية يعني «الكلتيون». أسست هذه القبائل مع العديد من القبائل الأخرى الاتحاد الفيدرالي للقبائل الذي عرف بدولة كلت أو اتحاد قبائل كلت. استمرت حرب روما ضد القبائل الغاليّة من عام 58 إلى عام 50 قبل الميلاد، وبلغت ذروتها في معركة أليسيا الحاسمة عام 52 قبل الميلاد، التي شهدت انتصارًا مؤزرًا للرومان بعدَ هَزيمتهم في معركة جرجوفيا أدى إلى توسع الجمهورية الرومانية في جميع أنحاء منطقة الغال (التي تمتد حاليًا في فرنسا وبلجيكا). مهدت هذه الحروب الطريق ليوليوس قيصر ليصبح الحاكم الوحيد للجمهورية الرومانية.
وعلى الرغم من أن قيصر صور هذا الغزو على أنه عمل تحفظي ودفاعي، أجمع معظم المؤرخين على أن هذه الحروب كانت في المقام الأول لدعم الوضع السياسي لقيصر وسداد ديونه الضخمة. وظلت بلاد الغال ذات أهمية عسكرية كبيرة بالنسبة للرومان، حيث كان الرومان يتعرضون للعديد من الهجمات من قبل القبائل المحلية سواء من قبل السكان الأصليين في بلاد الغال أو القبائل الأخرى القاطنة في الشمال. وقد أدى غزو بلاد الغال إلى السماح لروما بتأمين الحدود الطبيعية لنهر الراين.
ووصفت الحروب الغاليّة من قبل يوليوس قيصر نفسه في كتابه تعليقات على الحرب الغالية ، الذي يعد سجلاً وثيق الصلة بالحرب، والمتحيز إلى حدٍ ما لكنه في المجمل يُعد أهم المصادر التاريخية المتعلقة بذلك الصراع.

## خلفية سياسية
نتيجةً للأعباء المالية التي أثقلت القنصلية عام 59 قبل الميلاد، كبّد قيصر نفسه ديوناً كبيرة، بيد أنه من خلال عضويته في الحكم الثلاثي الأول - التحالف السياسي الذي ضم ماركوس ليسينيوس كراسوس وبومبيوس الكبير ويوليوس قيصر نفسه - كان قد ضَمِن منصب نائب القنصل لمقاطعتي غاليا كيسالبينا (بلاد الغال) وإلييركوم. وعندما توفي حاكم غاليا ناربونينسيس (بلاد الغال ما وراء الألب)، ميتالويوس تشيلير دون سابق إنذار، مُنحت هذه المقاطعة أيضاً لقيصر. وقد جرى تمديد فترات حكم قيصر إلى خمس سنوات، وهي فكرة جديدة آنذاك.
كان لدى قيصر في البداية أربعة فيالق من المحاربين القدامى تحت قيادته المباشرة: الفيلق السابع والفيلق الثامن والفيلق التاسع هسبانا والفيلق العاشر. بما أنه كان حاكم هسبانيا ألتيريور (أقصى هسبانيا) عام 61 قبل الميلاد وكان قد خاض حملة ناجحة معهم ضد اللوسيتانيين، فقد عرف قيصر شخصيًا معظم هذه الفيالق (وربما جميعها). امتلك قيصر أيضًا السلطة القانونية اللازمة لتجنيد فيالق ووحدات احتياط حسب ما رآه مناسبًا.
تمثل طموحه بغزو بعض الأراضي ونهبها لإخراج نفسه من الديون، ومن المحتمل أن بلاد الغال كانت هدفه الأول. ومن المرجح أكثر أنه كان يخطط لحملة ضد مملكة داقية الواقعة في البلقان.
كانت بلدان الغال متحضرة وغنية وكان معظمها على تواصل مع التجار الرومانيين، وتمتع بعضها بتحالفات سياسية مستقرة مع روما في الماضي، لا سيما تلك التي حُكِمت من قبل جمهوريات مثل آيدوي وهيلفيتي.
كان الرومان يحترمون القبائل الغاليّة ويخشونها. إذ اجتيحت إيطاليا من الشمال قبل خمسين عامًا فقط، أي في عام 109 قبل الميلاد، ولم تُنقذ إلا بعد عدة معارك دامية وباهظة التكاليف من قبل غايوس ماريوس. نحو عام 62 قبل الميلاد، عندما تآمر القوم الروماني العميل آرفرني، مع شعبي السكوانيين والسوبيين شرق الراين لمهاجمة الحليف الروماني القوي آيدوي، غضت روما بصرها عن الموضوع. التمس السكوانيون والآرفرنيون مساعدة أريوفستس وهزموا جمهورية آيدوي في العام 63 قبل الميلاد في معركة ماغيتوبريغا. وقد كافأ السكوانيون أريوفستس بالأرض بعد فوزه. استوطن أريوفستس الأرض مع 120000 فردًا من شعبه. عندما انضم 24000 من شعب هاروديس لصفوفه، طلب أريوفستس من السكوانيين أن يعطوه المزيد من الأراضي لاستيعاب شعب هاروديس. أثار هذا الطلب قلق روما لأنه في حال تنازل السكوانيين، فإن أريوفستس سيصبح في وضع يسمح له بأخذ جميع أراضي السكوانيين ومهاجمة بقية بلاد الغال. ولم يبدُ أنهم كانوا قلقين حول النزاع بين الشعوب غير العميلة والعميلة والحليفة. وبحلول نهاية الحملة، انتصر شعب السوبيين غير العميل بقيادة أريوفستس المشترك في الحرب على شعب آيدوي وعلى المتآمرين المشاركين معهم. خشية هجرة جماعية أخرى على غرار ما جرى في حرب سيمبريان المدمرة، انجرفت روما التي استثمرت آنذاك في الدفاع عن بلاد الغال إلى الحرب وتجاوزت خطًا لا رجعة فيه.

## مسار الحرب

### بداية الحرب – الحملة ضد هيلفيتي
كانت قبيلة هيلفيتي اتحادًا ضمّ نحو خمس قبائل غاليّة الأصل وكانت تعيش على الهضبة السويسرية التي تحاصرها الجبال بالإضافة إلى نهري الراين والرون. وبدأ هؤلاء بالتعرض لضغوط متزايدة من القبائل الجرمانية شمالًا وشرقًا.
وبحلول عام 58 قبل الميلاد، كان الهيلفيتيون في طريقهم بالتخطيط والتزوّد من أجل الهجرة الجماعية تحت قيادة أورغيتوريكس. يذكر قيصر أن موقعهم كان سببًا إضافيًا لعدم تمكنه من القيام بالغارة والنهب (دي بيلو غاليكو المجلد 1، الفصل 2). خطّط الهيلفيتيون للسفر عبر بلاد الغال إلى الساحل الغربي، وهو طريق كان سيأخذهم عبر أراضي الحليف الروماني آيدوي، والمقاطعة الرومانية غاليا ناربونينسيس (بلاد الغال ما وراء الألب).
أرسلت قبيلة هيلفيتي مبعوثين إلى القبائل المجاورة للتفاوض على العبور السلمي. عقد أورغيتوريكس تحالفًا مع كاستيكوس شيخ قبيلة سكواني ورتّب زواج ابنته لدومنوريكس وهو شيخ إحدى قبائل آيدوي. خطط الثلاثة سرًا ليصبحوا ملوكًا لقبائل كل منهم وأسياد بلاد الغال جميعها (دي بيلو غاليكو المجلد 1، الفصل 3(.تكشّفت طموحات أورغيتوريكس الشخصية وكان من المقرر أن يُحاكم مع فرض عقوبة الإعدام عن طريق الحرق بالنار في حال إدانته. هرب أورغيتوريكس بمساعدة مدينيه الكثيرين لكنه مات أثناء هروبه. ومع ذلك، فإن أورغيتوريكس «كان بدون شك قد قرر الموت لنفسه» (انتحر) على حد تعبير قيصر (دي بيلو غاليكو، المجلد 1، الفصل 4). 
أرَّخ قيصر رحيلهم في 28 مارس، ويذكر أنهم أحرقوا جميع بلداتهم وقراهم بغية تثبيط تفكير الأعداء والقبائل العميلة المترددة باحتلال مملكتهم المُخلاة (دي بيلو غاليكو، المجلد 1، الفصلان 5 و 6).
كان قيصر بين جبال الألب في إيطاليا عندما تلقى الأخبار. ومع وجود فيلق واحد فقط في بلاد الغال ما وراء الألب وهو الإقليم المعرض للخطر، سارع على الفور إلى جنيف وأمر بتجنيد  العديد من وحدات الاحتياط وتدمير جسر الرون. وقد أرسل الهيلفيتيون سفيرًا للتفاوض على ممر آمن متعهدين بعدم ارتكاب أي أذية. ماطل قيصر المفاوضات لمدة خمسة عشر يوما، واستغل الوقت لتحصين موقعه على طول أحد الأسوار لمسافة تسعة عشر ميلا وخندق موازٍ (دي بيلو غاليكو، المجلد 1، الفصلان 7 و 8).

## التأريخ
لم تبق سوى مصادر قليلة جدًا عن الحروب الغالية. إذ لم يسجلوا تاريخ شعوبهم سابقًا، وبالتالي فإن عاداتهم وتقاليدهم قد ضاعت مع مرور الوقت. تظل كتابات يوليوس قيصر المصدر الرئيسي للمعلومات، ما يعقد مهمة المؤرخين لأنها منحازة لصالحه. فقط عدد قليل من الأعمال المعاصرة الأخرى تشير إلى الصراع ولكن لا يوجد شيء متعمق مثل عمل قيصر، تعد حقيقة أنه غزا بلاد الغال أمر مؤكد. ومع ذلك، فإن التفاصيل أقل وضوحًا.

### الملاحظات
المصدر الرئيسي المعاصر للصراع هو كتاب من تأليف يوليوس قيصر، تعليقات على الحرب الغالية، والذي كان يعتبر إلى حد كبير صريحًا ودقيقًا حتى القرن العشرين. في أواخر عام 1908، كتب كميل جوليان تاريخًا شاملًا عن بلاد الغال واعتبر أن قيصر لا يخطئ. ولكن بعد الحرب العالمية الثانية، بدأ المؤرخون في التساؤل عما إذا كانت مزاعم قيصر صحيحة.
عارض المؤرخ ديفيد هينيغ أرقام التعداد السكاني إذ يزعم قيصر أنه كان بإمكانه تقدير عدد سكان هيلفيتي لأنه في معسكرهم كان هناك إحصاء مكتوب باللغة اليونانية على أقراص، والذي أظهر 263000 هيلفيتي و105000 من الحلفاء، ربعهم بالضبط (92000) كانوا من المقاتلين. لكن هينيغ يشير إلى أن مثل هذا الإحصاء كان من الصعب تحقيقه من قبل الشعب، وأنه لن يكون من المنطقي أن تكتب باليونانية من قبل قبائل غير يونانية، وأن تحمل مثل هذه الكمية الكبيرة من الألواح الحجرية أو الخشبية عند هجرتهم سيكون إنجازًا هائلًا. يرى هينيغ أنه من المريح أن يكون ربعهم بالضبط من المقاتلين، ما يشير إلى أن الأرقام كانت على الأرجح مبالغًا فيها من قبل قيصر. كما قدر المؤلفون المعاصرون أن عدد سكان هيلفيتي وحلفائهم كان أقل؛ تشير التوقعات أن العدد الإجمالي كان 157000 (على الرغم من أن هينيغ لا يزال يعتقد أن هذا الرقم غير دقيق). يقدر هانز ديلبروك أنه كان هناك 20000 من قبائل هيلفيتي المهاجرة على الأكثر، منهم 12000 محارب، بينما يعتقد غيلفر أنه لم يكن هناك أكثر من 50000.
خلال الحملة ضد يوسيباتيس وتينسيري، قدم قيصر ادعاءًا لا يُصدّق بأن الرومان هاجموا معسكرًا يضم 430.000 محاربًا، وكان انتصارهم كاملًا، ولم يفقدوا جنديًا واحدًا، بالإضافة إلى انتحار القبائل بشكل جماعي. يرى هينيغ أن هذه القصة بأكملها مستحيلة، كما فعل فرديناند لوط في عام 1947. كان لوط من أوائل المؤلفين المعاصرين الذين شككوا مباشرة في صحة هذه الأرقام، فإن وجود قوة قتالية مؤلفة من 430 ألف فرد كانت غير قابلة للتصديق في ذلك الوقت. يعتبر غيلفر أيضًا أن قتل 430.000 محارب أمر سخيف، لكنه يشير إلى أنه من المحتمل أن الرومان قد قتلوا عشرات الآلاف، ووجد أن المطالبة بعدم وجود خسائر رومانية ممكنة. ومع ذلك، فإن العمل على إبادة معسكر غير مقاتل كان وحشيًا بشكل استثنائي، حتى بالمعايير الرومانية.
أخيرًا، يرى العلماء المعاصرون الكتاب أنه عبارة عن قطعة ذكية للغاية كتبها قيصر، بُنيت لجعله يبدو أعظم مما كان عليه. يلاحظ هينيغ أن لهجة قيصر الواقعية وطريقة كتابته سهلة القراءة جعلت من السهل قبول ادعاءاته الغريبة. لقد سعى إلى تصوير قتاله على أنه دفاع مبرر ضد بربرية الغاليين (وهو أمر مهم، حيث كان قيصر هو المعتدي على عكس ادعاءاته). من خلال جعله يبدو أنه انتصر على الصعاب الساحقة وعانى من خسائر قليلة، عزز أيضًا الاعتقاد بأنه والرومان محميين من قبل الآلهة ومقدر لهم الفوز ضد البرابرة في بلاد الغال.
يجادل كورت رافلوب، على عكس هينيغ وغيلفر، بأن حملة قيصر لم تكن في الواقع وحشية بشكل استثنائي مقارنة بمعايير اليوم، حتى لو كانت تعتبر مروعة بالمعايير الحديثة. يلاحظ رافلوب أن قيصر حاول بشكل عام تجنب المعركة عندما لم تكن ضرورية، وحاول أن يكون أكثر تساهلًا من معظم الجنرالات في عصره. سواء كان ذلك صحيحًا أم لا، يبدو أن قيصر يذهب إلى أبعد الحدود ليبدو على أنه يتمتع بأخلاق عالية. هذا يسمح لقيصر بمقارنة نفسه بشكل إيجابي مع الإغريق البربر، وتقديم نفسه، على حد تعبير رافلاوب، على أنه المواطن الروماني المثالي. يؤكد رافلوب أن عمل قيصر مليء بالتأكيد بالبروباغندا، لكنه يحوي المزيد من الحقيقة ما يعتقده معظم المؤلفين. قبل كل شيء، يجادل بأنه يوضح كيف تصور قيصر نفسه، وكيف كان يعتقد أن القائد يجب أن يحكم. يلاحظ رافلوب أن إخضاع قيصر للإغريق كان سيُستقبل بشكل إيجابي وسيعتبر سلامًا عادلًا.

## في الأدب
يعد كتاب تعليقات على الحرب الغالية للكاتب قيصر، باللغة اللاتينية، أحد أفضل الأمثلة الباقية على النثر اللاتيني. وبالتالي فقد كان موضوعًا للدراسة المكثفة لللاتينيين وهو أحد مصادر النثر الكلاسيكية المستخدمة تقليديًا كنص تعليمي قياسي في التعليم اللاتيني الحديث. يبدأ بعبارة (كل بلاد الغال مقسمة إلى ثلاثة أجزاء) التي كثيرًا ما يتم اقتباسها. تشتهر المقدمة عالميًا بنظرتها العامة عن بلاد الغال. أصبحت الحروب الغالية مكانًا شائعًا في الخيال التاريخي الحديث، وخاصة روايات فرنسا وإيطاليا.